# Devadatta glaucinotata
Devadatta glaucinotata är en trollsländeart som beskrevs av Sasamoto 2003. Devadatta glaucinotata ingår i släktet Devadatta och familjen Amphipterygidae. Inga underarter finns listade i Catalogue of Life.